# Alois Kolb

Alois Kolb (Links), als Leiter der Abteilung Radierung an der Königlichen Akademie für graphische Künste und Buchgewerbe Leipzig, um 1911

Alois Kolb (* 12. Februar 1875 in Wien; † 5. April 1942 in Leipzig) war ein deutsch-österreichischer Radierer und Maler.

## Leben
Als Sohn eines deutschen Dekorationsmalers und einer Wienerin verbrachte Alois Kolb seine Jugendjahre von 1886 bis 1892 in Graz.

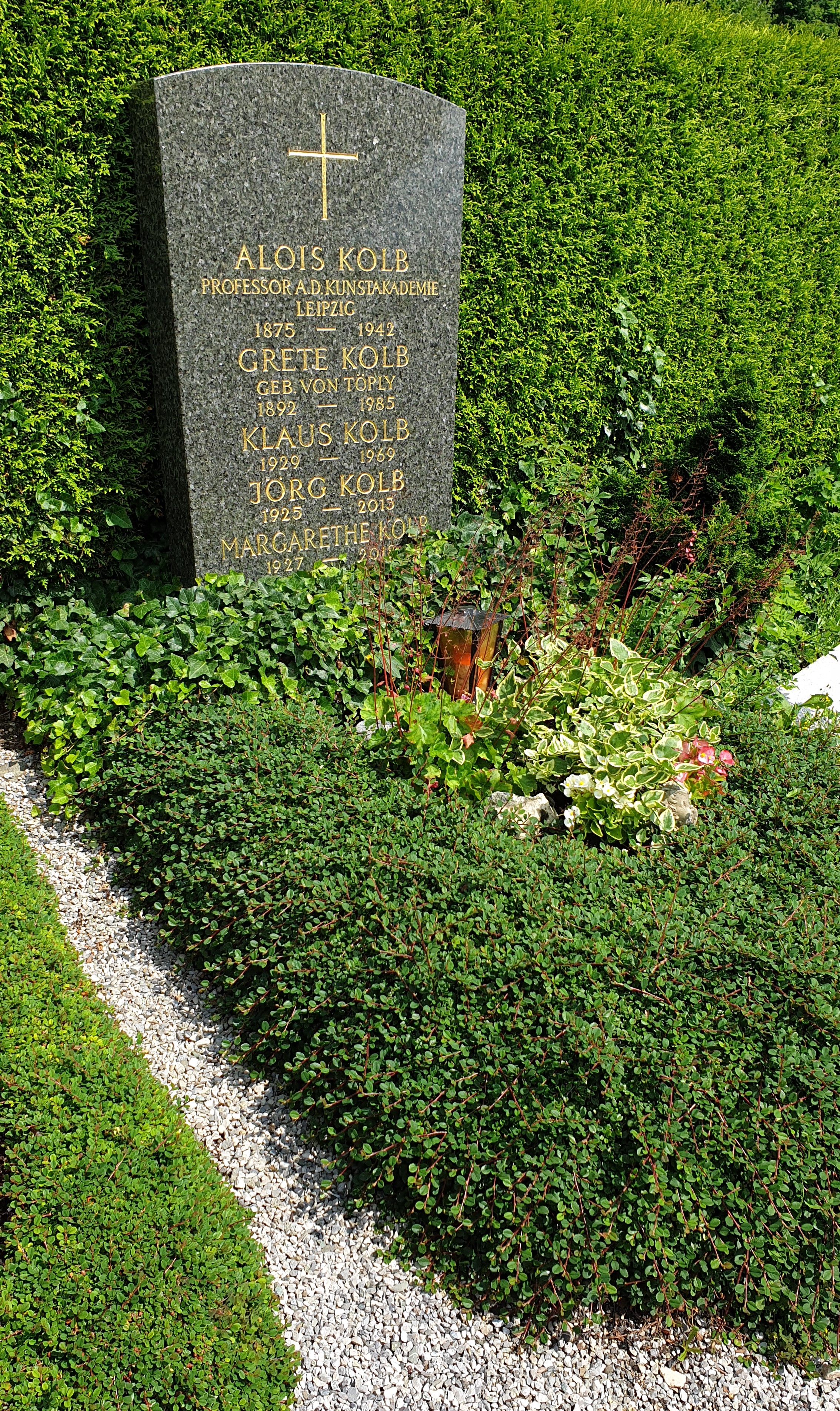
Grabstätte Alois Kolb

Ab 1896 besuchte er die Akademie der Bildenden Künste in München, wo Kolb in die Malklasse von Karl Raupp eintrat. Zugleich war er Schüler von Friedrich Fehr, Ludwig Schmid-Reutte und Ludwig von Löfftz. Autodidaktisch bildete er sich in der Radierkunst aus.
1901 bis 1904 war Kolb in Ebersberg bei München und 1904/05 in Murnau tätig. In dieser Zeit arbeitete er als Gebrauchsgrafiker und als Illustrator für die Zeitschrift Jugend. Bereits in diesen Jahren schuf er technisch meisterhafte Radierungen. Als Grafiker wurde er zeitweise von Ferdinand Schmutzer beeinflusst.
Von 1905 bis 1907 war Kolb als Lehrer für Akt- und figürliches Zeichnen an der Magdeburger Kunstschule tätig. 1907 erfolgte seine Berufung an die Königliche Akademie für graphische Künste und Buchgewerbe in Leipzig‚ wo er als Professor bis zu seinem Tode die Radierklasse leitete.
Kolbs Bedeutung liegt, abgesehen von seinem umfangreichen zeichnerischen Werk, einigen Gemälden (Stillleben‚ Akt, Bildnis) und Lithographien (u. a. die Zyklen Ilias‚ 1921 und Odyssee, 1922) ausschließlich auf dem Gebiet der Radierung. Durch Kolb wurde die Radierabteilung an der Akademie in Leipzig zur Musterschule ihrer Art, die viele anerkannte Künstler hervorbrachte.
Kolbs Thematik erstreckte sich von volkstümlichen Inhalten bis zu Werken mit tiefer philosophischer Symbolik. Er schuf vornehmlich radierte Mappenwerke und Zyklen, entwarf aber auch Exlibris, Briefmarken und andere Gebrauchsgraphik.
Kolb war u. a. Mitglied im Deutschen Künstlerbund und in der Zeit des Nationalsozialismus der Reichskammer der bildenden Künste. Für diese Zeit ist seine Teilnahme an sieben großen Ausstellungen sicher belegt, darunter 1938 mit zwei Aktstudien, die Hitler erwarb, an der Großen Deutsche Kunstausstellung in München.
Kolbs Grab befindet sich auf dem katholischen Friedhof in Murnau.

## Veröffentlichungen
- Die Radierung. In: Die technischen Kurse der Vorschule der Königlichen Akademie für Graphische Künste und Buchgewerbe zu Leipzig, 1912
- Richard Strauss : Symphonische Dichtungen. Mit einem Geleitwort von Richard Specht, Bavaria-Verlag für moderne Graphik, 1924